# Missa de São Gregório

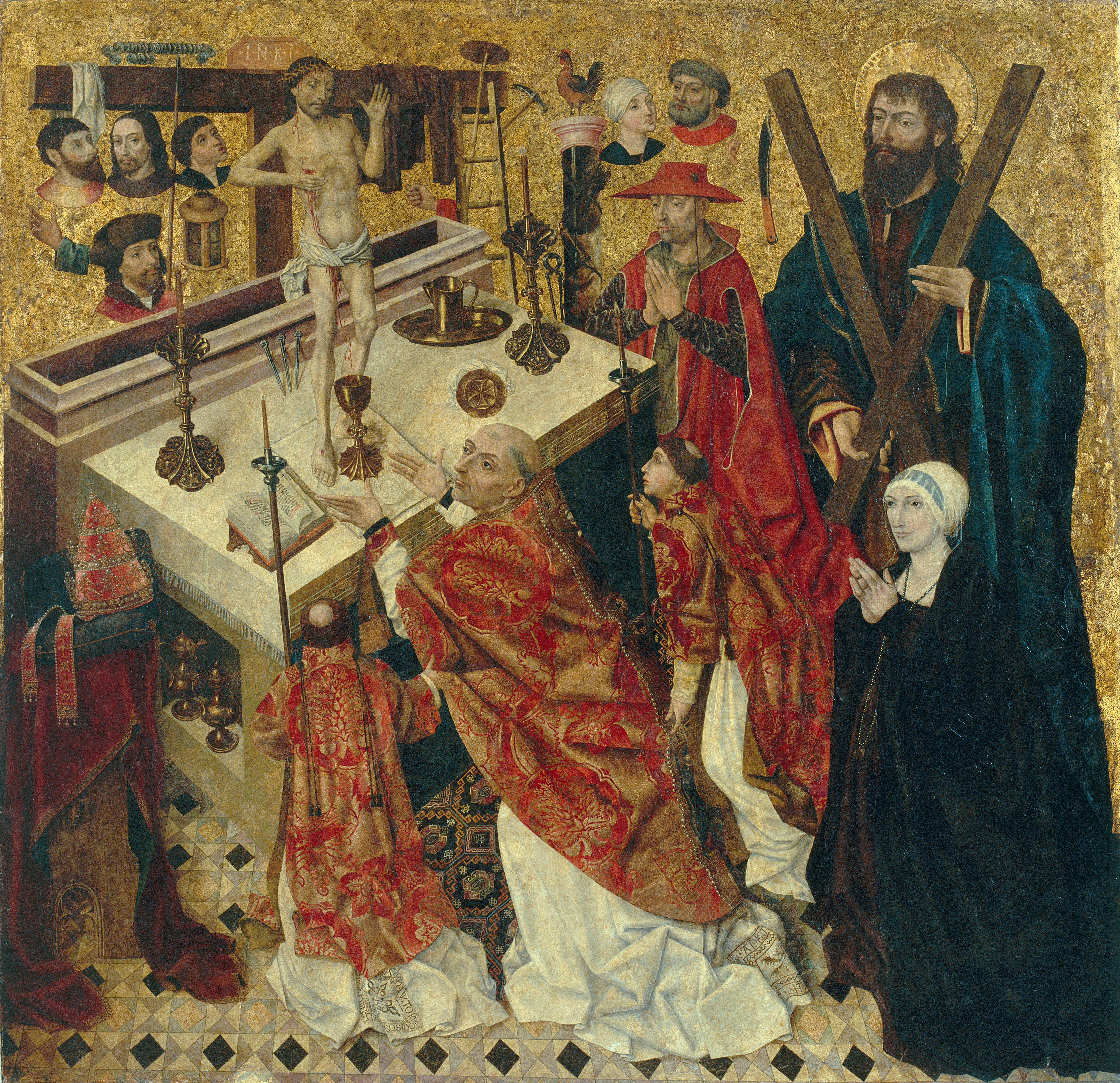
Missa de São Gregório.
Antes de 1480. Por Diego de la Cruz, atualmente no Museu Nacional de Arte da Catalunha, em Barcelona.

Missa de São Gregório é um tema da arte católica romana que apareceu pela primeira vez no final da Idade Média perdurou até a época da Contrarreforma. Nas imagens, o papa Gregório I (c. 540-604) aparece rezando a missa quando uma visão de Cristo como "Varão de Dores" aparece no altar na frende dele respondendo às orações do papa que pedia um sinal para convencer um cético sobre a doutrina da transubstanciação.

## História do evento e a imagem
A primeira versão da história apareceu na biografia de Gregório composta por Paulo, o Diácono no século VIII e foi repetida no século IX pela versão de João, o Diácono. Nela, o papa está rezando a missa quando uma das mulheres presentes começa a rir na hora da comunhão, afirmando a um companheiro que não conseguia acreditar que o pão era Cristo, pois ela mesmo o havia assado. Gregório rezou pedindo um sinal e a hóstia se transformou num dedo sangrando.
Na popular compilação de hagiografias do século XIII chamada "Lenda Dourada", a história reaparece, mas outras versões inflaram a lenda com outras narrativas e o dedo transformou-se numa visão de Cristo sobre o altar e a mulher cética, num diácono.
A história quase não apareceu na arte até o Jubileu de 1350, quando peregrinos que foram a Roma viram um ícone bizantino chamado "Imago Pietatis" na Basílica de Santa Cruz de Jerusalém, uma imagem que alegava-se ter sido feita na época da visão e que seria uma representação real do que foi visto. Nela, a figura de Cristo era típica dos precursores bizantinos do "Varão de Dores", com meio corpo, braços cruzados e a cabeça pensa para o lado esquerdo do observador. De acordo com Gertrud Schiller e os acadêmicos alemães que ela cita, a imagem se perdeu, mas é conhecida por conta das muitas cópias, incluindo um ícone em micromosaico bizantino de cerca de 1300 em Santa Cruz de Jerusalém. Esta imagem parece ter gozado, talvez apenas a princípio para o Jubileu, de uma indulgência papal de 14 000 anos para orações feitas em sua presença. Esta forma da imagem, convertida na forma padrão ocidental do "Varão das Dores", elevando-se de uma caixa parecida com um túmulo no altar e com as "Arma Christi" à sua volta, tornou-se o padrão por toda a Europa e popularizou-se imensamente, especialmente a norte dos Alpes, em peças de altar, iluminuras e em outros meios. A forte conexão da imagem com as indulgências também se manteve e escapou, em grande medida, de qualquer controle papal. Houve um novo Jubileu em 1500 e os anos seguintes e anteriores a ele demonstram a popularidade da imagem. Ela aparecia nos livros de horas, geralmente no início das Horas da Cruz ou dos Salmos Penitenciais.
A "Missa de São Gregório" é um dos muitos exemplos nos quais imagens andachtsbilder, destacadas dos ciclos da Paixão, como o "Varão de Dores", pretendiam estimular uma intensa meditação pessoal, foram trabalhadas em composições monumentais para serem exibidas de forma proeminente. O diácono ("o cético") é invariavelmente mostrado e, em composições maiores, há geralmente uma multidão de cardeais, presentes e fiéis, geralmente com um retrato de doador incluído. Algumas vezes, o cálice no altar está sendo preenchido com sangue vertendo das chagas do flanco de Cristo. A cabeça pensa para a esquerda do mosaico em Roma aparece muitas vezes, mas de formas modificadas. Às vezes, Cristo aparece de corpo inteiro e algumas vezes aparece subindo no altar em versões posteriores.
Havia diversas gravuras que eram geralmente copiadas por artistas, principalmente dez diferentes gravuras sobre o tema de Israhel van Meckenem e uma xilogravura de Albrecht Dürer de 1511. A maioria incluía indulgências impressas, geralmente não autorizadas. A mais antiga pintura de penas asteca é uma "Missa" de 1539 e a próxima é uma das gravuras de indulgências de van Meckenem.

## Galeria

Missa de São Gregório
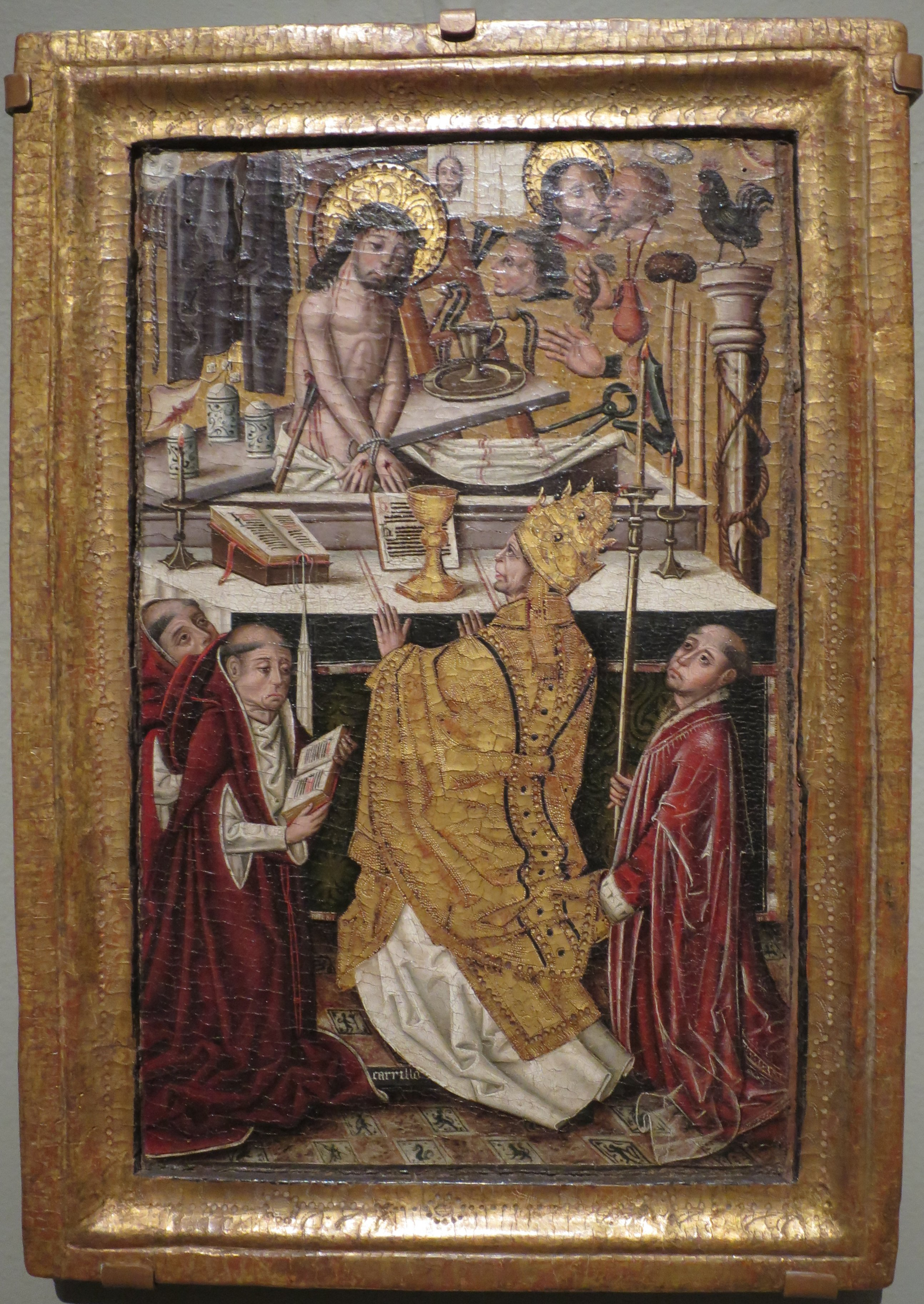
De Alfonso Carrillo
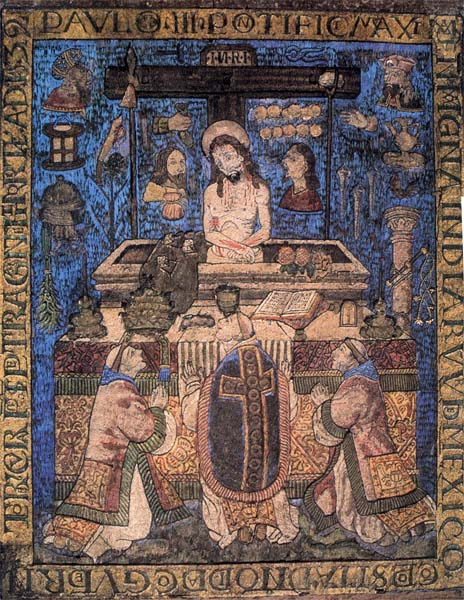
Pintura de penas asteca feita por Diego Huanutzin, sobrinho e genro de Montezuma II como presente para o papa Paulo III, datado de 1539
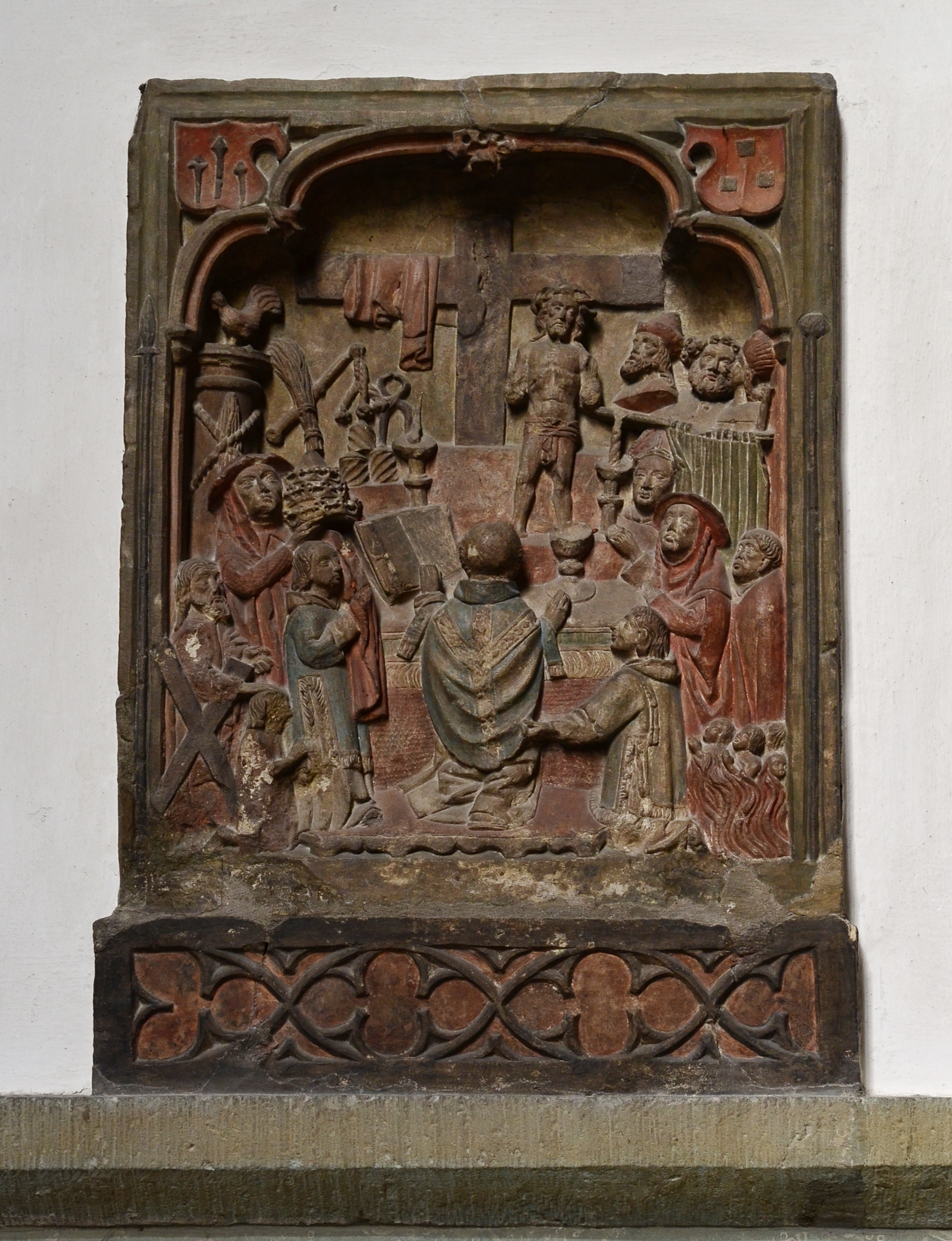
Escultura alemã
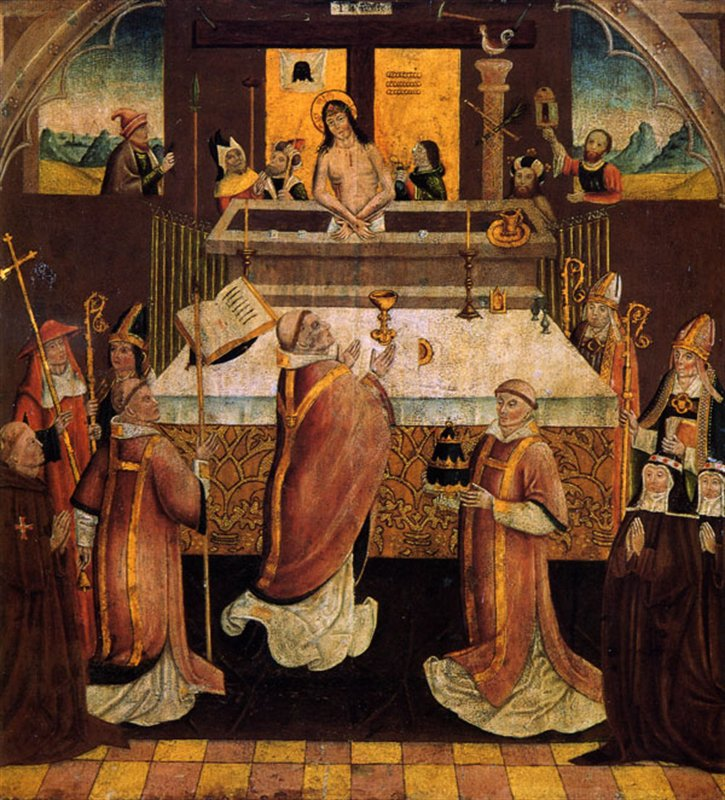
Anônimo de Brabante